# Дворец культуры УАЗа
Дворец культуры УАЗа — архитектурный памятник, расположенный в городе Каменске-Уральском Свердловской области. Здание Дворца культуры Уральского алюминиевого завода построено в 1947 году по проекту свердловского архитектора В. В. Емельянова.
Постановлением Правительства Свердловской области № 859-ПП от 28 декабря 2001 года присвоен статус памятника архитектуры регионального значения.

## Архитектура
|                                                        | ДК УАЗа в Каменске-Уральском — бесспорно один из лучших образцов культурно-просветительских зданий советского периода в Уральском регионе, заслуживающий статуса памятника архитектуры. Он имеет оригинальную композицию, во многом выпадающую из распространенных в период 1940-х — 1950-х гг. типовых проектов клубов, кинотеатров и дворцов культуры. Особый интерес представляет планировочное решение дворца и отделка его интерьеров с сохранившейся монументальной живописью и картинами-панно. |
| профессор, кандидат искусствоведения В. Е. Звагельской | |

Архитектурно-ландшафтный ансамбль расположен в южной стороне от площади Горького, включает в себя непосредственно здание дворца культуры, сквер и мемориальный комплекс — «Уральским алюминщикам, погибшим на войне 1941—1945 годов».
Здание дворца культуры является композиционной доминантой комплекса — строго ориентировано по сторонам света и поставлено по оси восток-запад. Центральным выступает западный фасад, раскрытый на центральную магистраль Алюминиевую и площадь перед мемориальным комплексом. Южный и северный фасады имеют схожую архитектуру и выходят на Красногорскую и Октябрьскую улицы соответственно.
Проект здания индивидуальный. Здание трёх-четырёхэтажное, с цокольным этажом. Объёмно-планировочное решение здания характерно для архитектуры 1930-х годов и ассоциируется со зданиями театров в Ашхабаде и в Ташкенте, построенных по проекту архитектора А. В. Щусева. в 1936 году, но декоративное оформление фасадов и особенно интерьеров имеет тщательно проработанные элементы декора неоклассики: ионики, акантовый лист, бусы, модульоны и другие, свойственные архитектуре конца 1940-50-х годов.
Экстерьер
В планировочном решении здания все основные помещения размещены по типу анфилады по оси восток-запад, боковые помещения — по принципу коридорной системы.
Главный западный фасад имеет симметричную композицию. Центр композиции акцентирован порталом, охватывающим три этажа, окном четвёртого этажа, овальным постаментом, на котором расположена скульптурная группа рабочих-металлургов, завершающая композицию фасада. По бокам фасада располагается колоннада: фланкирует колоннада: сдвоенные колонны (пилястры) с каждой стороны. Квадратные в плане колонны поддерживают боковые ризалиты 4-го этажа. Капители колонн украшены стилизованными элементами композитного ордера. Фасад завершён профилированным карнизом, плоскими тягами фриза. Широкий профилированный портал в центральной части фасада охватывает 3 этажа.
Южный фасад. Над центральной частью фасада возвышается овальный в плане объём-постамент, на котором ранее возвышалась скульптурная группа рабочих-металлургов. Основным автором является скульптурной группы — А. Анисимов, руководителем бригады лепщиков — В. Буланкин. Кроме свердловских скульпторов и лепщиков, отделкой фасадов и интерьеров занималась лепная мастерская при строительном тресте УАЗа.
Скульптурная группа рабочих-металлургов была выполнена из гипса и к середине 1970-х годов начала разрушаться, впоследствии была демонтирована. Композиция была динамичной и пропорциональной зданию.
| | Некоторые здания в стиле «советский классицизм» перегружены советской символикой и излишне помпезны. Но киноконцертный зал УАЗа можно отнести к лучшим образцам этого стиля: он господствует над окружающей застройкой, но не подавляет монументальностью; пропорции его гармоничны, декор фасадов скромен, но выразителен. |
| Ведущий специалист ГБУК СО «Научно-производственный центр по охране и использованию памятников истории и культуры Свердловской области» С. И. Гаврилова | |

Интерьер
Интерьеры здания стилизованы классическим декором филигранной отделки: украшены коринфскими и ионическими колоннами и пилястрами, акантовым листом и иониками — лепные узоры настенных тяг, перила лестниц оформлены точёными балясинами.
Киноконцертный зал. Сохранены настенные росписи — виды Москвы и Санкт-Петербурга, а в зрительном зале — огромное потолочное панно с первомайской демонстрацией на фоне цветущих яблонь и голубого неба. Росписи выполняли художники А. Давыдов, Н. Голубчиков и И. Вахотин. В этом же зале — бюсты великих деятелей культуры: А. С. Пушкина, Н. В. Гоголя, Л. Н. Толстого и других.
Сквер
По проекту 1944 года сквер располагался с восточной и западной сторон здания, планировка его была свободной: живописные группы зелёных насаждений, газоны, дорожки криволинейной формы, фонтан. Вдоль северного фасада размещались ряды прямоугольных в плане клумб, газонов и зон отдыха.
При реализации проекта в 1951 году были внесены изменения. Сквер был также разбит с южной стороны и получил большую территорию в границах улиц Красногорская, Исетская, Октябрьская, Алюминиевая.
Сквер имеет 5 входов: три с перекрёстков улиц — с северо-восточной, юго-восточной и юго-западной сторон, один вход со стороны крыльца ресторана, расположенного по другую сторону Исетской улицы, и главный вход — со стороны Алюминиевой улицы, от Киноконцертного зала УАЗа. Основные аллеи сквера ведут к этим входам. В месте пересечения аллей расположен фонтан, выполненный в виде двух декоративных чаш, расположенных на стволе одна над другой (впоследствии был заменен другим фонтаном). Ещё одна аллея опоясывала газон с фонтаном по окружности. Между фонтаном и зданием Киноконцертного зала размещалась чаша бассейна. По сторонам аллеи, ведущей к крыльцу ресторана, располагались волейбольные площадки. Северо-восточная часть сквера имела живописную планировку, юго-западная — геометрически выверенную. Вдоль аллей размещались ажурные скамейки, вазоны, скульптуры, клумбы.

## История
Первоначальный проект здания предполагал строительство большого киноконцертного зала для Уральского Алюминиевого завода. В 1943 году работы по проектированию начал свердловский архитектор В. В. Емельянов, главным инженером при строительстве был А. М. Кораблинов.
Над рабочим проектом киноконцертного зала УАЗа работали также архитекторы и инженеры, специалисты из «Проектной мастерской Дворца Советов при СНК СССР» из группы Б. М. Иофана, эвакуированные в 1941 году из Москвы, а также специалисты из организации «Уралалюминстрой». Непосредственное участие в строительно-монтажных работах принимали немецкие военнопленные.
Основной этап строительства был начат в 1944 году, в качестве строительного материала для возведения использовались шлакоблоки из золы ТЭЦ, выполненные по безцементной технологии.
В 1947 году киноконцертный зал УАЗа был удостоен 2-й премии на Всероссийском конкурсе по качеству строительства.
В 1951 году отделом капитального строительства УАЗа был выполнен «Проект сквера у киноконцертного зала УАЗа».
В 1969 году архитектурно-ландшафтный ансамбль был завершён мемориальным комплексом «Уральским алюминщикам, погибшим на войне 1941—1945 гг.» (автор В. Н. Котельников), возведённым на противоположной стороне улицы Алюминиевая, напротив главного фасада ДК УАЗа. Стена монумента оформлена барельефом.
В 1976 году демонтирована скульптурная группа рабочих-металлургов.
Современное состояние сквера при ДК УАЗа оставляет желать лучшего: многие скульптуры и постаменты разрушены, фонтан не работает, а общий порядок в парке местные жители наводят своими силами, периодически проводя субботники.